# Tomaspis lanio
Tomaspis lanio är en insektsart som först beskrevs av Amédée Louis Michel Lepeletier och Jean Guillaume Audinet Serville 1825.
Tomaspis lanio ingår i släktet Tomaspis och familjen spottstritar. Inga underarter finns listade i Catalogue of Life.